# Laura Gigante
Laura Gigante (Napoli, 3 aprile 1986) è un'attrice italiana.

## Biografia
Nata a Napoli, nel 1991 si trasferisce a Modena con la sua famiglia. Dopo aver conseguito il diploma al liceo socio-psicopedagogico, si iscrive al DAMS di Bologna. 
Nel 2008 è tra i protagonisti del film Albakiara - Il film, diretto da Stefano Salvati, mentre, nel 2010, è tra gli attori principali del film Fantasmi - Italian Ghost Stories. Nel 2010 è protagonista del film Ubaldo Terzani Horror Show di Gabriele Albanesi e nel 2011 partecipa a un nuovo film horror a episodi P.O.E. Poetry of Eerie nell'episodio The Sphinx diretto da Alessandro Giordani. Il film è stato distribuito nel 2012 in DVD in tutto il mondo dall'americana Elite Entertainment e nel 2013 nelle sale italiane da Distribuzione Indipendente. Ha inoltre partecipato ad alcune fiction italiane, fra cui L'ispettore Coliandro.
Nel 2013 è co-protagonista nel video di Salmo Faraway, estratto dall'album Midnite. Nel 2013 è protagonista del mediometraggio Banza Kiri!.

## Filmografia

### Film
- Albakiara - Il film, regia di Stefano Salvati (2008)
- Ubaldo Terzani Horror Show, regia di Gabriele Albanesi (2010)
- Fantasmi - Italian Ghost Stories, regia di Omar Protani (2011)
- The Sphinx, episodio di P.O.E. Poetry of Eerie, regia di Alessandro Giordani (2012)
- Asso, regia di Giovanni Bufalini - cortometraggio (2012)
- L'Icona (Primavera d'autunno), regia di Silvia Ivanova Hristova - cortometraggio (2012)
- Looking for Clarissa, regia di Victor Alfieri (2013)
- Buio, regia di Nicolaj Pennestri (2013)
- Universitari - Molto più che amici, regia di Federico Moccia (2013)
- Banza Kiri!, regia di Gianluca Testa - mediometraggio (2014)
- La terra e il vento, regia di Sebastian Maulucci (2014)
- Poli opposti, regia di Max Croci, (2015)
- Mi chiamo Maya , regia di Tommaso Agnese (2015)
- Lo scoglio del leone, regia di Rosario Scandura (2020)

### Televisione
- L'ispettore Coliandro - serie tv, episodio 3x02 (2009)

### Videoclip
- String Theory, regia di Adriano Giotti (2012)
- Salmo Faraway (2013)